# Felix Gottwald
Felix Gottwald (Zell am See, 13 gennaio 1976) è un ex combinatista nordico austriaco.

## Biografia
Pluricampione olimpico e mondiale della disciplina, Felix Gottwald si presenta al Circo bianco vincendo cinque medaglie (un oro, un argento e tre bronzi), tra il 1993 e il 1996, ai Mondiali juniores. Esordisce in Coppa del Mondo il 23 gennaio 1993. Nel 1997 partecipa ai  Mondiali di Trondheim in Norvegia vincendo una medaglia d'argento nella gara a squadre. Tre anni dopo conquista la sua prima gara individuale in Coppa del Mondo nella gara sprint disputata a Kuopio in Finlandia. Nel 2001, nella stessa stagione, si aggiudica sia la Coppa del Mondo generale che quella sprint, oltre a due medaglie iridate a Lathi: un argento nella gara a squadre e un bronzo nell'individuale.
L'anno seguente è convocato per i XIX Giochi olimpici invernali di Salt Lake City 2002 negli Stati Uniti dove conquista tre medaglie di bronzo nelle tre discipline della combinata nordica.
Ai Mondiali della Val di Fiemme 2003 ottiene il primo oro, nella gara a squadre, oltre a un argento (nell'individuale) e un bronzo (nella sprint). Altri due bronzi l'atleta austriaco li vince nella successiva edizione di Oberstdorf 2005, in Germania, ma l'apice della carriera giunge l'anno successivo XX Giochi olimpici invernali di Torino 2006, dove si aggiudica due ori (nella gara sprint e nella gara a squadre) e un argento (nell'individuale). Partecipa ai Mondiali di Oslo 2011 vincendo l'oro sia nella gara a squadre dal trampolino corto, sia dal trampolino lungo.

## Palmarès

### Olimpiadi
- 7 medaglie:
  - 3 ori (sprint, gara a squadre a Torino 2006; gara a squadre a Vancouver 2010)
  - 1 argento (individuale a Torino 2006)
  - 3 bronzi (individuale, sprint, gara a squadre a Salt Lake City 2002)

### Mondiali
- 11 medaglie:
  - 3 ori (gara a squadre a Val di Fiemme 2003; trampolino normale a squadre, trampolino lungo a squadre a Oslo 2011)
  - 2 argenti (gara a squadre a Lahti 2001; individuale a Val di Fiemme 2003)
  - 6 bronzi (gara a squadre a Trondheim 1997; individuale a Lahti 2001; sprint a Val di Fiemme 2003; individuale, gara a squadre a Oberstdorf 2005; HS 106+10 km a Oslo 2011)

### Mondiali juniores
- 5 medaglie:
  - 1 oro (gara a squadre a Gällivare 1995)
  - 1 argento (gara a squadre a Harrachov 1993)
  - 3 bronzi (gara a squadre a Breitenwang 1994; individuale a Gällivare 1995; individuale ad Asiago 1996)

### Coppa del Mondo
- Vincitore della Coppa del Mondo nel 2001
- Vincitore della Coppa del Mondo di sprint nel 2001
- 75 podi (68 individuali, 7 a squadre):
  - 24 vittorie (23 individuali, 1 a squadre)
  - 30 secondi posti (25 individuali, 5 a squadre)
  - 21 terzi posti (20 individuali, 1 a squadre)

### Coppa del mondo - vittorie
| Data             | Località                             | Nazione         | Trampolino                  | Spec.                                                  |
| ---------------- | ------------------------------------ | --------------- | --------------------------- | ------------------------------------------------------ |
| 16 marzo 2000    | Sankt Moritz Santa Caterina Valfurva | Svizzera Italia | Olympiaschanze K94          | T MS NH/3x5 km (con Michael Gruber e Christoph Bieler) |
| 2 dicembre 2000  | Kuopio                               | Finlandia       | Puijo K120                  | SP LH/7,5 km                                           |
| 3 dicembre 2000  | Kuopio                               | Finlandia       | Puijo K120                  | MS LH/10 km                                            |
| 19 gennaio 2001  | Park City Soldier Hollow             | Stati Uniti     | Utah Olympic Park K120      | SP LH/7,5 km                                           |
| 1º marzo 2001    | Nayoro                               | Giappone        | Piyashiri K90               | MS NH/10 km                                            |
| 9 marzo 2001     | Oslo                                 | Norvegia        | Holmenkollen K115           | IN LH/15 km                                            |
| 10 marzo 2001    | Oslo                                 | Norvegia        | Holmenkollen K115           | SP LH/7,5 km                                           |
| 7 dicembre 2001  | Zakopane                             | Polonia         | Wielka Krokiew K116         | MS LH/15 km                                            |
| 16 dicembre 2001 | Steamboat Springs                    | Stati Uniti     | Howelsen K88                | IN NH/15 km                                            |
| 29 dicembre 2001 | Oberwiesenthal                       | Germania        | Fichtelberg K95             | SP NH/7,5 km                                           |
| 5 gennaio 2002   | Schonach                             | Germania        | Langenwaldschanze K90       | IN NH/15 km                                            |
| 11 gennaio 2002  | Val di Fiemme                        | Italia          | Giuseppe Dal Ben K120       | SP LH/7,5 km                                           |
| 13 gennaio 2002  | Ramsau am Dachstein                  | Austria         | W90-Mattensprunganlage K90  | MS NH/15 km                                            |
| 1º gennaio 2003  | Oberhof                              | Germania        | Hans Renner K120            | SP LH/7,5 km                                           |
| 12 gennaio 2003  | Chaux-Neuve                          | Francia         | La Côté Feuillée K90        | IN NH/15 km                                            |
| 8 marzo 2003     | Oslo                                 | Norvegia        | Holmenkollen K115           | SP LH/7,5 km                                           |
| 15 marzo 2003    | Lahti                                | Finlandia       | Salpausselkä K116           | SP LH/7,5 km                                           |
| 12 febbraio 2005 | Pragelato                            | Italia          | Stadio del Trampolino HS140 | SP LH/7,5 km                                           |
| 3 gennaio 2006   | Ruhpolding                           | Germania        | Große Zirmbergschanze HS128 | SP LH/7,5 km                                           |
| 6 gennaio 2007   | Oberstdorf                           | Germania        | Schattenberg HS137          | IN NH/15 km                                            |
| 20 gennaio 2007  | Seefeld in Tirol                     | Austria         | Toni Seelos HS100           | SP NH/7,5 km                                           |
| 9 gennaio 2010   | Val di Fiemme                        | Italia          | Giuseppe Dal Ben HS134      | IN LH/10 km                                            |
| 27 novembre 2010 | Kuusamo                              | Finlandia       | Rukatunturi HS142           | IN LH/10 km                                            |
| 8 gennaio 2011   | Schonach                             | Germania        | Langenwaldschanze HS106     | IN NH/10 km                                            |

Legenda:

IN = individuale Gundersen

SP = sprint

MS = partenza in linea

T = gara a squadre

NH = trampolino normale

LH = trampolino lungo